# Paz Encina
Pour les articles homonymes, voir Encina.
Paz Encina est une scénariste et réalisatrice paraguayenne, née à Asuncion le 9 juillet 1971.

## Biographie
Après avoir étudié à l'Universidad del Cine de Buenos Aires, Paz Encina a réalisé plusieurs courts métrages, à partir de 1997. Son premier long métrage, Hamaca Paraguaya, très remarqué au Festival international du film de Cannes, en 2006, dans le cadre de la section Un certain regard, a obtenu, par ailleurs, de nombreuses distinctions.

## Commentaire
Dans un pays qui ne possède pas d'industrie cinématographique, Paz Encina se sent investie d'une grande responsabilité. « Parfois », explique-t-elle, « j'ai l'impression que mon destin est de présenter la situation dans laquelle se trouvent les Paraguayens. Je considère qu'il s'agit d'une fatalité et, quelquefois, d'une bénédiction. Je pense que, si on lui offrait la possibilité, le cinéma paraguayen pourrait se forger une identité spécifique. Nous pourrions être connus et reconnus dans le monde entier. »

## Récompenses
- La Siesta (court métrage), deuxième prix au Festival d'art de Buenos Aires 1997
- Supe que estabas triste (court métrage), Prix Genesis (Paraguay), meilleur son, meilleure réalisation 2001
- Hamaca Paraguaya, Prix FIPRESCI, pour la section Un certain regard, au Festival de Cannes 2006
- Hamaca Paraguaya, Prix de l'Âge d'or 2006
- EAMI, Tigre d'Or au Festival International du Film de Rotterdam.

## Filmographie
- 1997 : La siesta, c.m.
- 1998 : Los encantos del Jazmin, c.m.
- 2000 : Supe que estabas triste, c.m.
- 2000 : Hamaca Paraguaya, court métrage vidéo
- 2006 : Hamaca Paraguaya
- 2016 : Exercices de mémoire (Ejercicios de memoria)
- 2022 : Eami, la mémoire de la forêt (es) (Eami) (85', drame, ethnographique, des effets de la déforestation sur les populations Ayoreo-Totobiegosode)
- 2025 : El único tiempo[2] Date sujette à modification